# Spiaggia di Ercolano
La spiaggia di Ercolano è la linea di costa dell'antica Ercolano: durante le esplorazioni, iniziate nel 1980, sono stati recuperati, sia sulla spiaggia che in alcuni depositi attigui, chiamati fornici, i resti di circa trecento cittadini ercolanensi, morti durante l'eruzione del Vesuvio del 79, a seguito delle colate piroclastiche.

## Storia e descrizione
Già a partire dal momento dei primi scavi archeologici dell'antica Ercolano durante la metà del XVIII secolo, gli archeologici discussero sia sulla reale distanza della città dal mare che sul destino degli abitanti. Il primo quesito riguardava la linea di costa che a seguito dell'eruzione era posta a circa cinquecento metri dal sito, ma dagli scritti dello storico Lucio Cornelio Sisenna si intuiva che questa era in realtà più vicina; inoltre nei pressi della terrazza di Marco Nonio Baldo, due rampe confluivano in un'unica scalinata la quale però scompariva nelle acque della falda freatica, lasciando intuire che quella poteva essere l'unica via di accesso al mare. Il secondo quesito fu invece originato dal fatto che durante le esplorazioni, contrariamente a Pompei, a Ercolano vennero ritrovati un esiguo numero di corpi, accreditando l'ipotesi che i cittadini fossero riusciti a scappare.

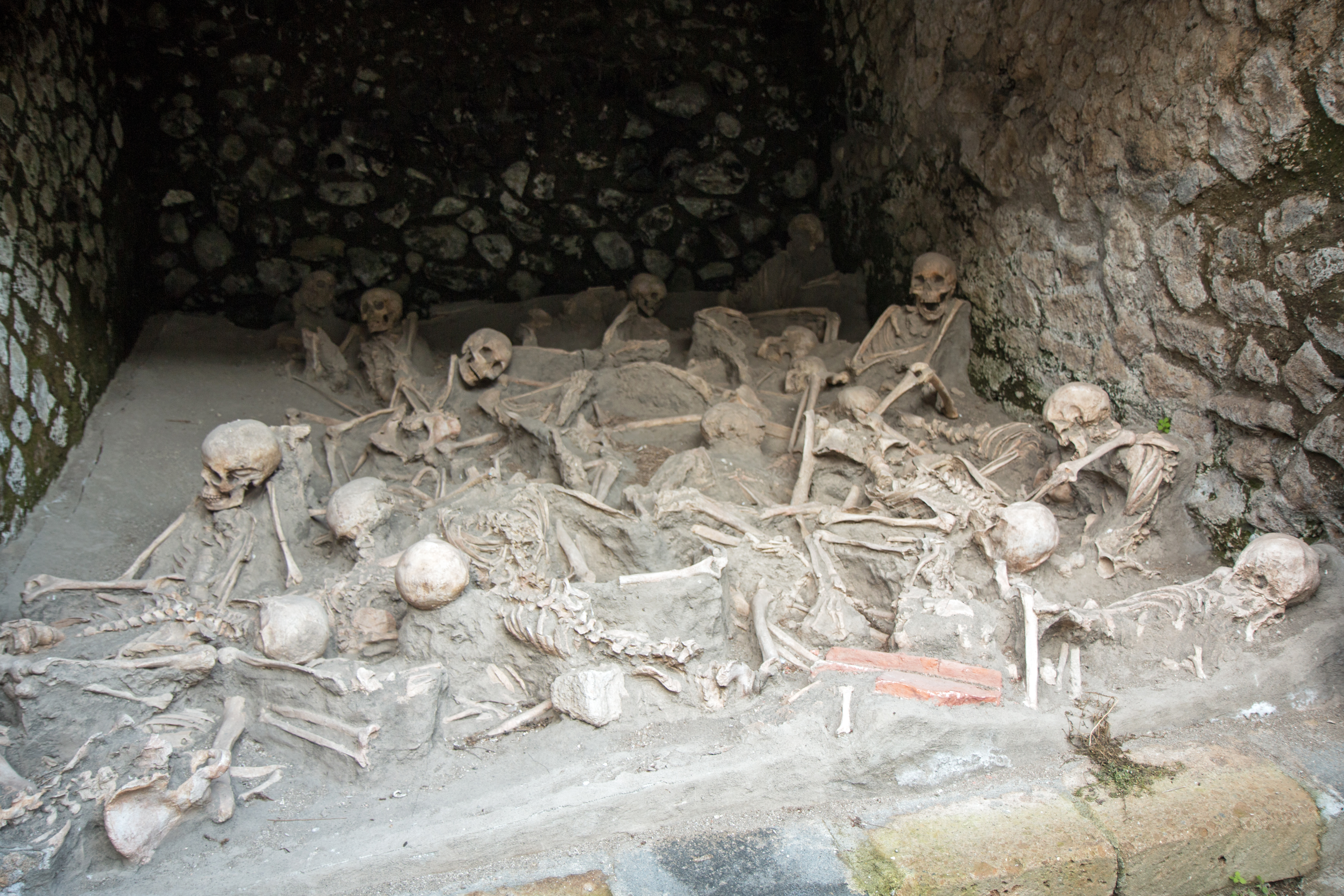
Uno dei fornici

Nel 1980, sotto la direzione di Giuseppe Maggi, si decise di creare un nuovo ingresso nella zona sud-est del sito, nei pressi delle terme Suburbane, permettendo l'accesso direttamente dalle porte della città: il 21 maggio dello stesso anno, a seguito del crollo di un banco tufaceo nelle vicinanze del muro meridionale delle terme, venne ritrovato un primo scheletro, a cui seguì, pochi giorni dopo, il ritrovamento di altri due corpi pressoché intatti; questi vennero momentaneamente trattati, per preservane la conservazione, come se fossero degli oggetti lignei e quindi immersi in una soluzione di cera e benzina. Con l'abbassamento di alcuni metri del saggio di scavo si rinvennero alcune conchiglie, alimentando il sospetto che potesse trattarsi dell'antica spiaggia. Le operazioni di scavo, sia per la mancanza di fondi che per il sopraggiunto terremoto del 23 novembre dello stesso anno, procedettero a rilento: nella primavera del 1981 si raggiunse una profondità di cinque metri mettendo alla luce sia altre conchiglie che tronchi di albero; in contemporanea si iniziò ad esplorare alcune struttura a volta che sostenevano gli edifici sovrastanti, cominciando da quello in prossimità delle terme Suburbane, a destra della gradinata: furono ritrovati un'accetta in ferro, pesi di un telaio, frammenti vari di marmo, lucerne e brocche e sul muro di fondo lo scolo di una fogna. Con le indagini in un secondo ambiente adiacente, i cui lavori di svuotamento durarono alcune settimane, a partire dal primo luglio furono trovati frammenti di un'iscrizione dedicata a Marco Nonio Balbo e parti di una statua raffigurante il proconsole; si trattava della scultura di cui rimanevano, su un podio nella terrazza sovrastante, solo i piedi e di cui Amedeo Maiuri tra il 1940 e il 1942 durante l'esplorazione dell'area, aveva ritrovata la testa, la quale calzò perfettamente con il busto rinvenuto nel fornice.

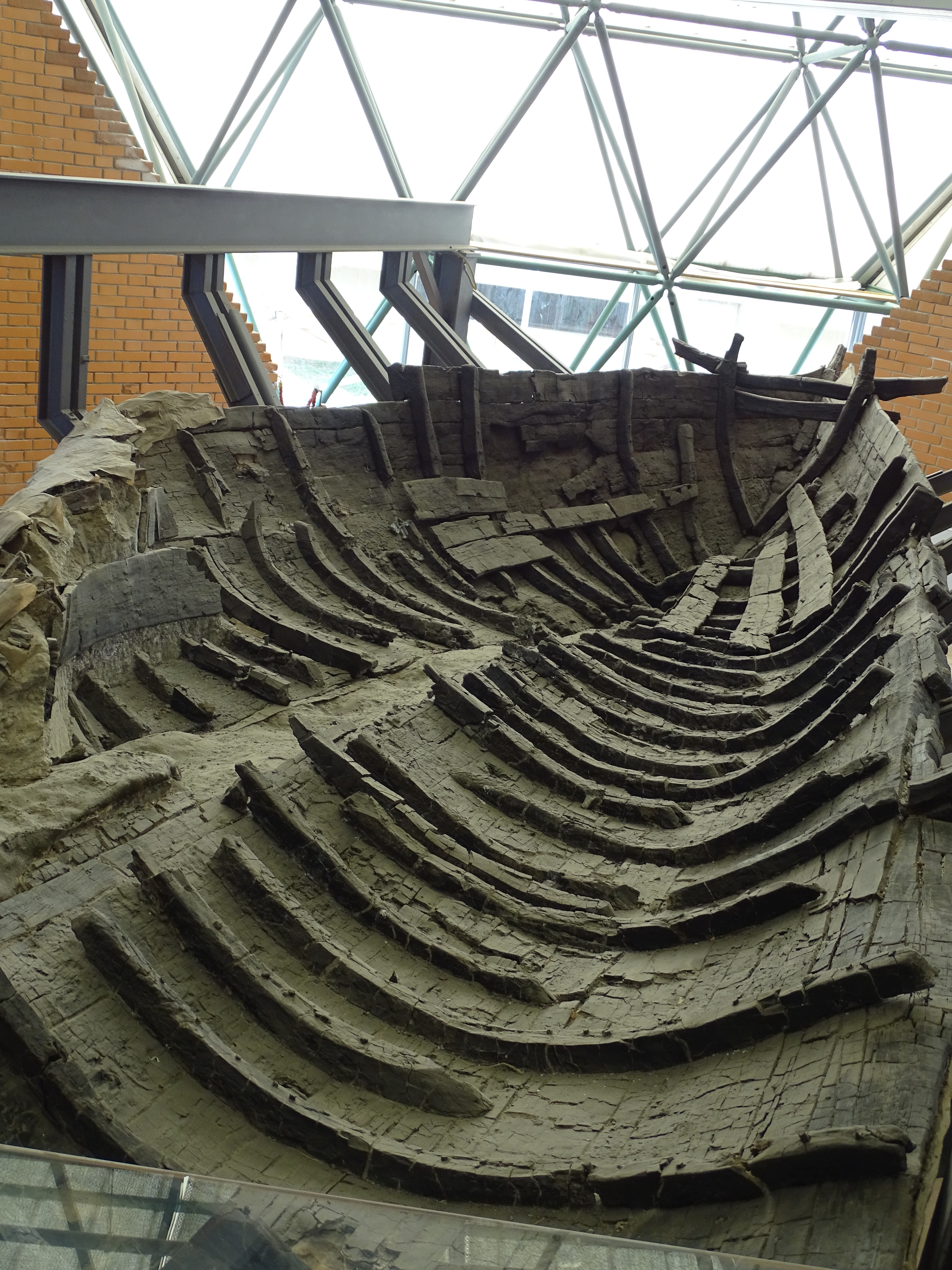
La barca

Nel gennaio del 1982, tramite l'ausilio di pompe idrovore, venne prosciugata l'area antistante le terme, e dall'11 dello stesso mese, iniziarono le indagini di un terzo ambiente voltato: il 16 gennaio venne ritrovato un teschio con la bocca spalancata: proseguendo gli scavi si arrivò a contare un gruppo di dodici individui, con ancora i denti intatti e tracce di vestiti, tra cui si notava una donna che accarezzava la testa di un giovane e con l'altra stringeva la guancia di un bambino; inoltre portavano con sé oggetti personali, monete e gioielli. Il 3 febbraio iniziarono le indagini di un altro dei fornici, nel quale furono recuperati una cinquantina di scheletri, tra cui anche quello di un cavallo, posti in modo più disordinato rispetto al precedente, probabilmente spostati dall'onda d'urto della colata piroclastica; antistante i fornici venne recuperato un timone. Le indagini furono quindi sospese per permettere la conservazione degli scheletri, compito che venne affidato nell'estate 1982 alla paleoantropologa Sara Bisel. Nel frattempo, all'esterno dei fornici vennero ritrovati, affiancati da oggetti, tra cui numerose monete, altri corpi: dall'osservazione delle ossa spezzate si intuì che erano state trascinati dalla furia delle colate piroclastiche di fango che investì l'abitato sovrastante; il 19 luglio 1982 venne alla luce il corpo di una donna con due anelli d'oro con pietre: alla stessa vittima appartenevano anche due orecchini e due bracciali a forma di serpente sempre in oro, reperiti il 5 aprile 1983. Il 3 agosto 1982 fu rinvenuta la poppa di una barca, capovolta forse al momento dell'eruzione da un'onda anomala: dalla lunghezza di nove metri, secondo l'esperto di archeologia navale John Richard Steffy doveva trattarsi di una nave da carico, probabilmente a vela; dopo un primo intervento di messa in sicurezza sotto una sorta di capannone, subì un lungo restauro per poi essere musealizzata all'interno dell'Antiquarium del parco archeologico di Ercolano dal 2018. Risultò quindi chiaro che la zona oggetto di scavo era quella della spiaggia e che gli ambienti voltati erano i depositi per la pesca, dove durante la stagione invernale venivano ricoverate le barche, come testimoniato dai fori ritrovati sui muri, nei quali venivano inserite delle tavole di legno per permettere di stipare quante più imbarcazioni possibili; inoltre si intuì che gli abitanti di Ercolano cercarono rifugio nei fornici con l'intenzione di fuggire via mare, probabilmente al mattino successivo, ma vennero investiti durante la notte dalle colate piroclastiche. Il 7 agosto fu invece ritrovato il corpo di un uomo alto poco meno di un metro e ottanta: si trattava probabilmente di un soldato che svolgeva anche compiti di protezione civile, di cui vennero recuperati un fodero in cuoio per la spada, l'elsa dell'arma e, il 3 settembre, la cintura in bronzo, una martellina, due scalpelli in bronzo, due anelli in bronzo, una collana in pasta vitrea, sette monete d'argento e tre d'oro. Un nuovo fornice venne esplorato dal 6 settembre recuperando altre diciassette vittime, ricoperte completamente dal fango solidificato; altri corpi furono rintracciati sulla spiaggia nella prima parte del 1983 insieme a gioielli e monete: il 26 aprile lo scheletro della donna conservava ancora i capelli e nel suo grembo venne rinvenuto un feto di circa 7 o 8 mesi, mentre il 5 maggio fu la volta di un forziere contente collane, pendagli di cristallo, un pendente in ambra, spilloni in osso, un attingitoio in argento e monete in bronzo e argento.

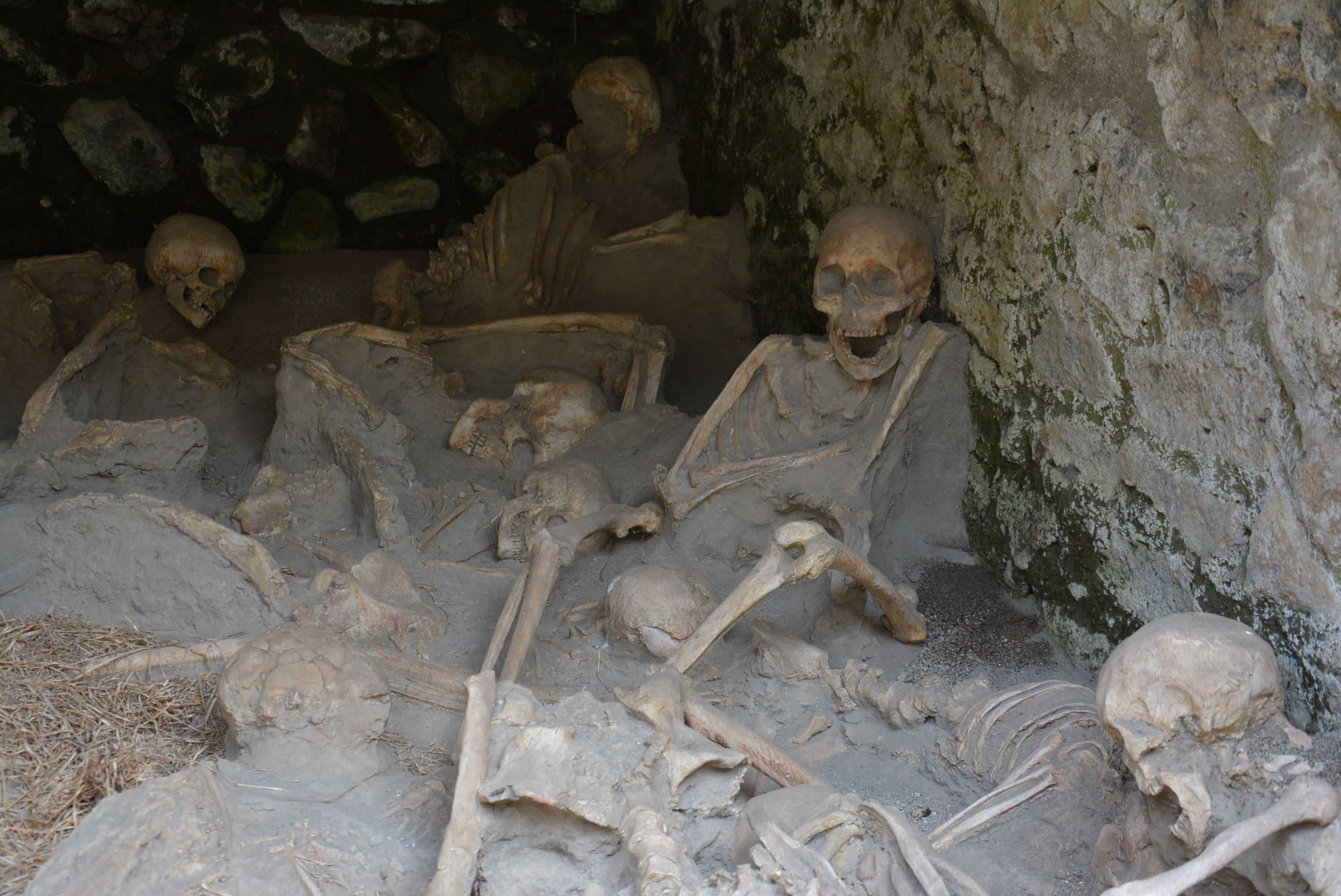
Particolare dell'interno di uno dei fornici

Gli scavi proseguirono anche durante gli anni 1990, nei quali si individuò la parte crollata del sacello di Venere e, in corrispondenza della casa d'Argo, una discarica di materiali che conteneva anche resti di stucchi e affreschi in terzo e quarto stile; con la rimozione della sabbia, portando alla luce il banco tufaceo, si intuì che Ercolano nel corso degli anni fu soggetta al fenomeno del bradisismo che determinò l'architettura delle costruzioni lungo la fascia costiera. Nello stesso periodo fu inoltre costruito un tunnel nel banco tufaceo che permetteva di collegare la zona della spiaggia con l'ingresso degli scavi; un ulteriore tunnel venne scavato al di sotto di via Mare congiungendo la spiaggia con la villa dei Papiri. I dodici fornici vennero resi parzialmente visitabili grazie alla costruzione di una passerella: tuttavia la spiaggia divenne un acquitrino ricoperto di vegetazione a causa delle acque di una risorgiva.
Nel febbraio 2021 iniziarono i restauri della zona grazie ai finanziamenti del CIS Vesuvio Pompei Napoli con l'ausilio del Packard Humanities Institute: poco dopo l'inizio dei lavori venne ritrovato lo scheletro di un altro fuggiasco con un borsello che conteneva i suoi averi, oltre a numerosi pezzi di marmo, intonaci, stucchi e circa tremila pezzi di legno di cui centoquarantatré di grosse dimensioni, per lo più pezzi di tetto, travi, controsoffitti ma anche tronchi di albero, immediatamente trattati per loro preservazione. La spiaggia, resa calpestabile grazie a un intervento di bonifica, e i fornici, che in totale hanno restituito circa trecento scheletri permettendo la ricostruzione delle generalità in vita, vennero riaperti il 19 giugno 2024.